# Furano

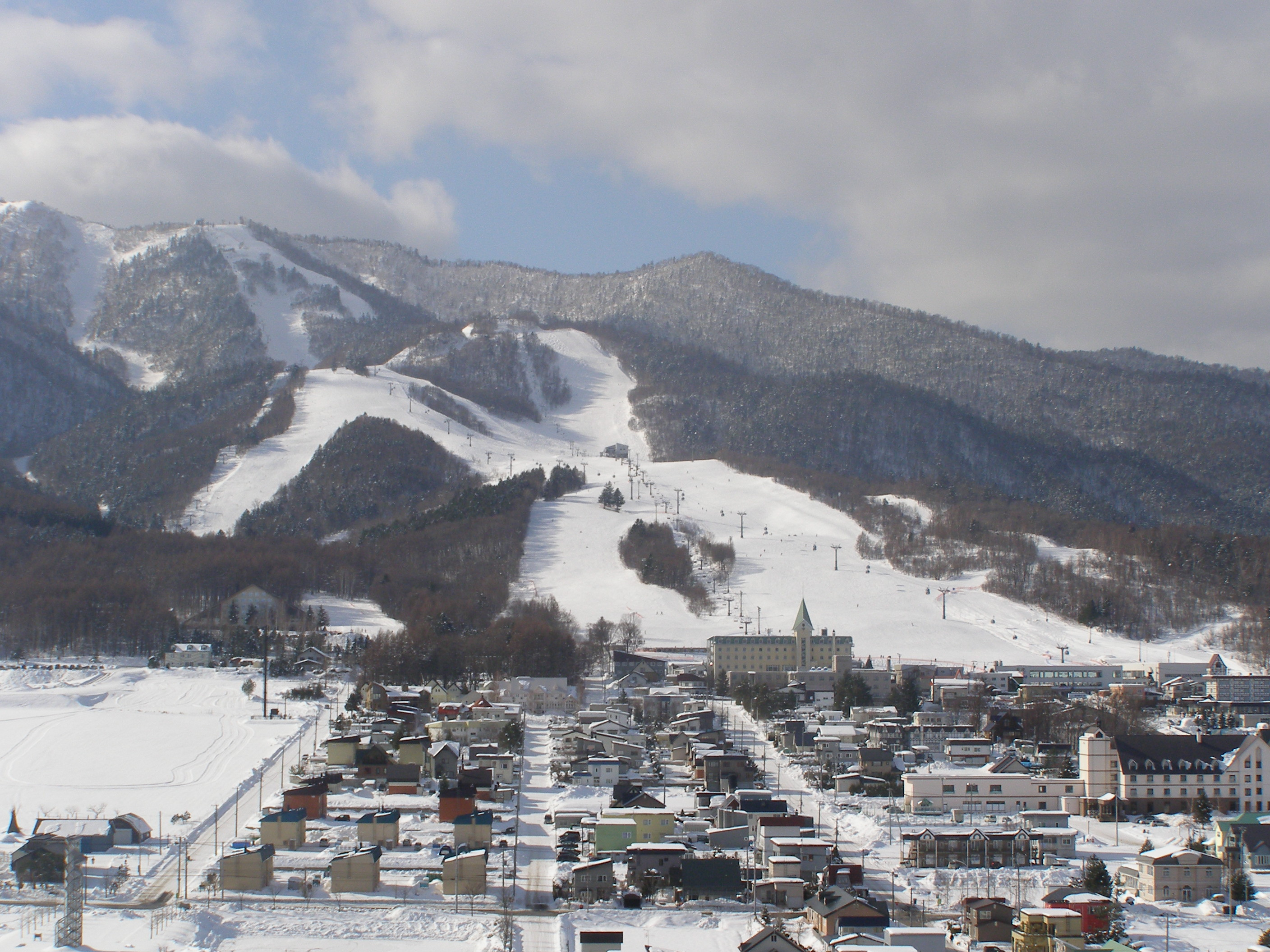
Pârtii de schi, Furano

Furano (富良野市 Furano-shi?) este un municipiu din Japonia, prefectura Hokkaidō.